# 甘粛交通職業技術学院
甘粛交通職業技術学院（英語：Gansu Vocational and Technical College of Communications ; 簡体字中国語：甘肃交通职业技术学院 ; 繁体字中国語：甘肅交通職業技術學院 ; 中国語拼音：Gān Sù Jiāo Tōng Zhí Yè Jì Shù Xué Yuàn）は、中華人民共和国の甘粛省政府によって承認され、中国教育部によって提出されたフルタイムの公立高等専門学校。 
大学の前身は1956年に設立された「甘粛省交通学校」だった。2003年4月、甘粛省政府によって承認され、甘粛交通職業技術学院が設立された。2009年4月、甘粛省交通運輸庁から甘粛省教育庁に移管された。 2019年5月、「甘粛省高品質高等専門職業技術学校（学院）」として認められた。既存のキャンパスには、蘭州市安寧区キャンパス本部、城関区雁灘（ヤンタン）東キャンパス、および建設中のキャンパス- 蘭州新区職業教育園区 蘭州新区（Lanzhou New Area）キャンパスが含まれる。

## キャンパスカルチャー

### 学校のモットー
出典:
厚徳 勤奮 尚能 篤行
 

以下は元の中国語です
 厚徳 ： 

 美徳は高貴で、広範で、公正かつ私的であり、美徳と呼ばれます。 「周一君」の早い段階で見ました：「天星建、紳士は自己改善します。地形は君であり、紳士は美徳を持ちます。」 教育は基礎であり、道徳教育が最初であり、リデシュの人々は基本的な仕事です。 
勤奮 ： 
ハードワークとハードワーク、自己改善、および報酬。 病院の人々の素晴らしい伝統を守り、熱心に学校を建設し、熱心に人々を教育し、熱心に知識を求め、一生懸命働く。 
尚能 ： 
専門的なスキル、包括的な能力を提唱し、総合的な開発を追求する 学生の実践能力、創造性、エンプロイアビリティ、起業家能力を向上させ、道徳、知性、美を総合的に発展させ、優れた交通建設の才能を養う努力がなされます。 
篤行 ： 

 実践的でひたむきになり、学んだことを実践するよう努め、最終的に学習の成功を達成し、1つになります。 から： 《禮記・中庸》： 「教育、尋問、審議、見識、そしてそれを行う。」 

### 学校バッジ[1]
学院の紋章パターンは、甘粛の最初の言葉「甘」と交差する交通道路の組み合わせであり、甘粛省の豊かな地域特性と重い歴史的および文化的遺産を反映しています。 
抽象的な漢字「甘 Gān」は微妙に交差する交通路に進化し、学院の学校運営の特徴と文化的本質を指摘しています。 
標準色は、合理的で正確、厳密で広いブルーの色調で特徴付けられます。内側の円は凝集性を象徴し、外側の円は国際化を象徴し、全体は大学の卓越性と時代の進歩の追求の特徴を強調しています。 